# Жеті жарги
Жеті жарги (каз. Жеті жарғы, букв. «Сім постанов», також «Закони Тауке») — звід законів звичаєвого права казахів, укладений в XVII ст. в часи правління хана Тауке (роки правління 1678 — 1718). Закони Тауке дійшли до нашого часу в перекладах і уривчастих записах, зроблених у ХІХ ст. зі слів казахських біїв. 11 фрагментів Уложення опублікував 1820 року Г. І. Спаський (у журналі "Сибірський вісник"), 34 фрагменти Зводу наведені у книзі О. І. Лєвшина "Опис киргиз-козачих або ж киргиз-кайсацьких орд та степів" (1832).

Художник К. Ажибекули «Жеті жарги» (2001), зображено момент прийняття ханом Тауке Зводу Законів

Звід Жеті жарги включав у себе наступні розділи: 
- Земельний закон (каз. Жер дауы) — присвячений вирішенню спорів про пасовища й водопої;
- Сімейно-шлюбний закон — установлював порядок укладення і розірвання шлюбу, права й обов'язки подружжя, майнові права членів родини;
- Військовий закон — регламентував відбування військової повинності, формування підрозділів і виборів військових начальників;
- Положення про судовий процес —  визначало порядок судового розгляду;
- Кримінальний закон — встановлював покарання за різні види злочинів, окрім убивства;
- Закон про куну — встановлював покарання за вбивства і тяжкі тілесні ушкодження;
- Закон про вдів (каз. Жеар дауы) — регулював майнові та особисті права вдів та сиріт, а також зобов’язання щодо них громади та родичів померлого[3].

На думку низки дослідників, кодекс Жеті жарги використовувався у правозастосовній практиці Казахстану аж до кінця ХІХ ст..